# Ода о драконах, летящих к небу
Ода о драконах, летящих к небу (кор. 용비어천가) — первый текст, написанный на хангыле, сборник корейской поэзии. Данный манускрипт был создан во времена правления вана Седжона Великого как официальное признание династии Чосон и наследия его предков предтечей Чосон. 125 песен были созданы конфуцианскими филологами и учёными чиновниками. Это творение было первым произведением корейской письменности без использования ханчи, а с применением будущего официального алфавита Кореи — хангыля. Причины для создания сборника — основание новой династии, желающей поддержать идеал благочестивых правителей, царствовавших до падения династии Когурё, события в Китае, подъём конфуцианской идеологии, отвергавшей буддизм.

## История происхождения
В 1259 году, после нескольких лет стихийных бедствий и конфликтов, происходивших в Восточной Азии, был подписан мирный договор между королевством Корё и Монгольской империей, что в итоге привело к вековому влиянию монголов на Корею. Под монгольским влиянием корейское общество пережило насильственное прививание монгольских ценностей, а также падение знати из-за коррупции, при этом любые мятежи жестоко подавлялись. В это же время буддизм, который был национальной религией Кореи примерно 800 лет, стал терять свои позиции и, впоследствии, постепенно замещался конфуцианством. Корее в то время требовался человек, который бы возродил национальную идентичность страны.
В 1335 году, в годы войн и стихийных бедствий, родился Ли Сонге — великий генерал и основатель династии Чосон в Корее. Его предки много поколений были чиновниками, знакомыми с монгольскими традициями. После серии военных триумфов Ли стал командующим всей армией. Среди его многочисленных побед наиболее известны и почитаются три битвы: возвращение древней столицы Кореи — Кэсона — во время восстания Красных повязок в 1362 году, победа над вокоу на горе Хвансан в 1382 году, и восстание в 1388 года против промонгольских правительственных чиновников, когда он отказался вести своих солдат на крепость, принадлежавшую династии Мин, на Ляодунском полуострове. После этих и множества других успешных битв Ли Сонге стал важнейшим человеком для судьбы корейского народа. При поддержке своих сыновей и сторонников неоконфуцианства Ли продолжил политику восстановления независимости Кореи, уничтожая защитников и правителей ослабевающей династии Корё. Полное уничтожение династии Корё ознаменовалось казнью последнего министра Чон Мон Джу и изгнанием последнего короля. Через небольшой промежуток времени Ли Сонге взошёл на трон как первый ван новой династии. В 1393 году Корея получила новое имя и следующие 520 лет была известна как Чосон — блеск утреннего солнца. Все эти события и многое другое были воспеты в песнях, отражающие историю «новой» Кореи.
В 1418 году трон перешёл от пятого сына Ли Сонге к его третьему сыну Седжону Великому. В правление Седжона в Корее начались серьёзные перемены в науке и конфуцианской философии. В 1420 году была основана «Академия достойных», которая помогла Седжону воспитать поколение учёных, благодаря которым в Корее началась эпоха культурного и политического просвещения. В этот период были сделаны шаги по распространению конфуцианства, созданию корейской национальной письменности — хангыля, а также создание многочисленных трудов литературы, включающие песни, отражающие историю Кореи.

## Значение песен
Драконы, упомянутые в названии песен, представляют собой шесть предков династии Чосон: Мокчо, Икчо, Точжо, Хванчжо, Тхэджон, Тхэчжо. «Ода о драконах, летящих к небу» показывает, что правящий дом Ли имеет благословение небес. Это произведение не только описывает предков основателя династии, но и содержит обращение к тогдашнему вану Кореи Седжону.